# Dursley
Pour les Dursleys fictifs, voir Famille Dursley (Harry Potter).
Dursley est un bourg anglais situé dans le district de Stroud et le comté du Gloucestershire. 
Dursley est situé à six kilomètres du fleuve Severn à côté du gros village de Cam, avec lequel il a de nombreux échanges. En 2011, le bourg avait 14 542 habitants.

## Littérature
La créatrice de la série de romans Harry Potter, J. K. Rowling, qui a visité Dursley dans son enfance, a avoué qu'elle avait détesté ce bourg et s'en était inspirée pour nommer la détestable famille Dursley (l'oncle Vernon, la tante Pétunia et le cousin Dudley d'Harry Potter) de sa saga. Lors d'une interview, elle a déclaré en riant : « Je ne dois pas être très populaire à Dursley ».